# Zapač
Zapač (884 m) – szczyt u północnych podnóży Niżnych Tatr na Słowacji.
Wznosi się po zachodniej stronie zabudowań wsi Liptovská Porúbka. Jego północne i porośnięte lasem stoki opadają do koryta rzeki Wag, po drugiej stronie której znajduje się miasto Liptowski Gródek (Liptovský Hrádok). Obydwa brzegi Wagu łączy w tym miejscu kładka dla pieszych. Stoki południowo-zachodnie i południowo-wschodnie opadają do dolinek dwóch niewielkich potoków uchodzących do Wagu. Bezleśna jest tylko dolna część zachodnich i południowych stoków, poza tym Zapač porośnięty jest lasem. Znajduje się poza granicami Parku Narodowego Niżne Tatry.